# Ludo Sannen
Ludo Sannen, né le 26 mai 1954 à Mol, est un homme politique belge flamand. Ancien ministre d'Agalev devenu Groen, il rejoint le parti socialiste flamand, le Sp.a, après le refus des verts flamands d'établir un cartel avec le Sp.a aux élections régionales de 2004.
Il est licencié en sciences religieuses, et fut enseignant.

## Fonctions politiques
- 1983-1991 Conseiller communal à Ham
- 1984-1988 Échevin à Ham
- 2003-2004 Ministre flamand de l'environnement, de l'agriculture et de la coopération au développement
- 2007-     Conseiller communal à Ham
- Député au Parlement flamand
  - du 13 juin 1995 au 26 mai 2003
  - du 17 février 2004 au 6 juin 2009
  - du 7 juillet 2010 au 16 septembre 2013 en remplacement de Peter Vanvelthoven, élu député fédéral
    - sénateur de communauté

## Référence
1. ↑  Pascal Delwit, La vie politique en Belgique de 1830 à nos jours, Bruxelles, Éditions de l'Université de Bruxelles, 2010, p. 300